# Фаєр-шоу

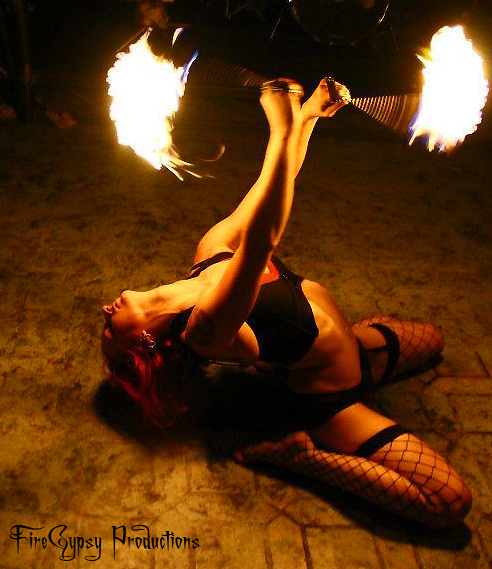

Фаєр-шоу (англ. fire show), вогняне шоу — це різновид вуличної вистави із трюками з вогнем та залученням акторської майстерності. Вогняне шоу може виконувати різна кількість виконавців. Артистів театру вогню зазвичай називають «фаєрниками» (від англ. fire), «спінерами» (англ. spin) або просто артистами оригінального жанру. Наразі фаєрники становлять окрему субкультуру зі своїми звичаями, традиціями й мовою (професійним жаргоном).

## Історія
Вважається, що вогняне шоу зародилося на узбережжі Тихого океану в Новій Зеландії в племені маорі. Одне з основних знарядь фаєрників — пої, або м'яч на мотузці, — було створене аборигенами як для розважальних, так і для культових цілей. Часто замість камінчика вони використовували м'якший наповнювач, наприклад шерсть або коріння рослин.
Чоловіки-аборигени крутили пої, щоб розвинути силу та спритність, а жінки — заради розваги. У XX столітті артисти бродячих австралійських цирків перейняли пої в новозеландських аборигенів. Відтак, у 1960–1970-х роках вже і в Західній Європі, і в Америці з'явилося вогняне шоу — танці з вогнем під стукіт барабанів і бубнів.
У середині XX століття філософія фаєр-шоу була підхоплена молодіжними субкультурами (особливо хіпі). У кінці XX століття цей вид мистецтва став набувати філософського сенсу поєднання зі стихією. Сучасне вогняне шоу популярне задля розваги гостей на святах. Театри вогню є практично в кожному місті України.

## Реквізит
У вогняному шоу артисти використовують багато різноманітного реквізиту. Це предмети обплетені шнуром (керамічним чи кевларовим), які замочують у горючій рідині та підпалюють. Існує певний набір стандартного реквізиту, хоча кожен театр вогню може мати у своєму арсеналі й багато унікального реквізиту, наприклад, вогняні фігури (куби, сфери), інсталяції, костюми та інші конструкції. Реквізит може бути тренувальним (для вдосконалення елементів) та «бойовим» (для вогняного шоу). Перш ніж виконувати трюки з вогнем, необхідно навчитися їх робити з тренувальним реквізитом та детально ознайомитися з правилами техніки безпеки.
- Пої (poi скор. від poitoa — мовою маорі «кулька в мішку на мотузочці») — це пара вантажів чи кульок, прикріплених до шнура або ланцюга. Пої складаються з обплетених кульок (які замочують у горючій речовині), ланцюгів, петель, що надягають на пальці, та іноді вертлюгів.
- Стаф (англ. staff) — це металева трубка, до кожного кінця якої приплетені керамічні чи кевларові ґніти. Існують два типи стафів: спінові (крутіння яких відбувається за допомогою рук) і контактні (стаф рухається по тілу артиста).
- Віяло (англ. fans) — це металева конструкція, що зовні нагадує віяло. Воно складається з круглої ручки й спиць (від 3 до 12) із приплетеними ґнотами. Віяла частіше використовують парами, рідко — по три (для жонглювання).
- Роуп-дарт (англ. ropedart) — це реквізит, який вогняне шоу запозичило з китайського бойового мистецтва — ушу. Це один великий ґніт на довгій мотузці й короткому ланцюгу (ланцюг поєднує мотузку та ґніт).
- Метеор (англ. meteor) — ланцюг із заплетеними кульками на обох кінцях. Розмір залежить від смаків власника.
- Девілстік (англ. devilstick) — зовні нагадує невеликий стаф, яким жонглюють не руками, а спеціальними паличками чи мотузками.
- Кігті, або «вогняні пальці», — металеві прути з ґнітами на кінцях, які за допомогою спеціальних насадок або рукавичок прикріплюються на пальці.
- Дабл стаф (англ. double staff, doubles) — два короткі стафи. Трипл стаф (triple staff) — три стафи. Основні прийоми — жонглювання та крутіння.
- Смолоскипи. Два смолоскипи можна крутити в руках, а трьома й більше — жонглювати.
- Вогняне дихання (англ. fire breathing) — сукупність трюків, які полягають у випусканні горючої речовини з рота через полум'я смолоскипа. У результаті в повітрі утворюється велика вогненна куля. Один із найнебезпечніших для здоров'я видів вогняного мистецтва.
- Вогняна мотузка (англ. skip rope) — це мотузка, яка горить. Можна стрибати через неї поодинці, крутити нею, можна зробити мотузку такою довгою, щоб дві людини тримали й крутили, а третя (або більше) — стрибала, здійснюючи різні акробатичні трюки.
- Обруч (англ. hoop) — алюмінієвий або пластиковий обруч з 5–8 ґнотами. Можна крутити на тілі, на руках і підкидати в повітря. Якщо обручі не важкі, можна крутити кілька одночасно.